# Монастырь Святого Даниэля в Жироне
Монастырь Святого Даниэля в Жироне, назван в честь Святого Даниэля (кат. Sant Daniel).

## Святой Даниэль
Считается, что Святой Даниэль был армянского происхождения. Он переехал в Прованс с готовностью проповедовать на этой территории до конца своей жизни. Проповедник умер во Франции 888 году.
Многочисленные последователи св. Даниэля забрали его останки и перевезли их на юг, где впоследствии захоронили в пещере, расположенной в долине, известной сегодня как долина св. Даниэля (фр. Valle de Saint Daniel).
Прижизненная слава св. Даниэля в качестве благочестивого христианина и прекрасного проповедника привела к тому, что после смерти, к его мощам потекла вереница пилигримов. Каждый желал попросить об исполнении желания и очиститься от грехов.
Постоянное увеличение количества паломников привело к тому, что на месте захоронения святого была построена церковь. Изначально она была известна как приход Св. Спасителя (San Salvador), а позднее, как монастырь Св. Даниэля (monasterio de San Daniel).
15 марта 1018 года графиня Эрмессенда Каркасонская (Ermessenda de Carcasona, 972? −1058), вдова графа Рамона Борелля (Ramón Borrell, 972—1017), со своим сыном Беренгером Рамоном I (Berenguer Ramón I, 1006? −1035), предоставили пожертвование церкви Св. Даниэля. Но не безвозмездно. Взамен они получили права на монастырь Св. Даниэля.
Историки полагают, что именно документ о пожертвовании свидетельствует о появлении монастыря. Ведь никаких других подтверждений не найдено, да и о существовании какого-либо сообщества не упоминается.

## Монастырь Святого Даниэля и его первые обитатели
Под таким названием монастырь впервые упоминается в 1028 году. В том же году упоминается и имя настоятельницы монастыря — Бонафилла (Bonafilla). Предполагается, что это была первая «хозяйка» монастыря.
История утверждает, что к 1028 году монастырь уже мог самостоятельно обеспечивать своё существование. Более того, благодаря пожертвованиям монастырь процветает. Впрочем, многие пожертвования сделаны самими монахинями, чьи семьи были весьма и весьма состоятельными.
Первоначально в монастыре было 6 монахинь, в XIII веке уже 12, а в 1342 году — 20. Все монахини, в соответствии с бенедиктинским уставом, были дворянского рода или из богатых семей.

## Второе рождение
В 1343 году были обнаружены останки Св. Даниэля. Нетрудно догадаться, что у монашеского сообщества возникло  желание возродить почитание его мощей. В 1345 году мастеру Алою было поручено создание могилы святого, которую разместили в склепе.
Позднее к монастырю Св. Даниеля присоединились небольшие монастыри, которые на тот момент переживали упадок. Так, например, в 1458 году, к монастырю присоединилось сообщество Св. Маргариты из Пратс де Розес (comunidad de Santa Margarida), которое тоже переживало упадок. То же самое произошло с монастырём Санта Мария дель Мар (monasterio de Santa María del Mar). Он присоединился в 1458 году. Любопытно, что в 1543 году к монастырю Св. Даниеля присоединилась настоятельница монастыря Валдемарья (monasterio de Valdemaria). Спустя всего семь лет присоединился и сам монастырь Валдемарья.

## Монастырь Святого Даниеля. Финал
В 1578 году, в соответствии с новыми положениями Тридентского собора (Concilio de Trento), были введены новые нормы и изменения. До этих поправок монахини жили в монастыре с определёнными удобствами (у них были индивидуальные комнаты и даже прислуга). Однако с введением новых правил их жизнь заметно усложнилась.
В 1640 году военные действия Сегадорского восстания вынудили монахинь покинуть оккупированный монастырь. С 1681 по 1819 года в период военных действий монастырь св. Даниэля часто грабят и атакуют.
Во время наполеоновских вторжений монастырь становится госпиталем для французских войск. Таким образом, больше века монахини находятся в крайне подвешенном состоянии: то возвращаются в монастырь, то снова покидают его. В отчаянии монахини делают несколько попыток присоединиться к барселонским монастырям Св. Антонио и Св. Клары (Sant Antoni и Santa Clara). Вернуться в свой монастырь они смогли только в 1819 году.
В 1835 году монастырь был конфискован государством. Однако монахини продолжали оставаться в монастыре. Во время гражданской войны 1936—1939 монахиням снова пришлось покинуть обитель и вернуться только после окончания войны.
В церкви монастыря св. Даниэля некоторые элементы сохранили первоначальный облик. Например, до наших дней нетронутыми дошли апсида и купол церкви. Нижняя часть монастыря — это типичный романский стиль, а второй этаж монастыря — это уже готика.